# محمية بلاكفيت
امة بلاكفيت المعروف أيضا باسم قبيلة بلاكفيت من المحمية الهندية بلاكفيت، هي محمية هندية ومقر لشعب سيكسيكيتسيتابي في الولايات المتحدة. تقع في مونتانا. وتتألف أعضائها في المقام الأول من فرقة بيغان بلاكفيت (أمبسكابي بيكاني) من مجموعة عرقية أكبر تاريخيا وصفت بأنها كونفدرالية بلاكفوت. وهي تقع شرق الحديقة الجليدية الوطنية وحدود مقاطعة ألبرتا الكندية.قطع بنك الخور وبيرتش كريك تشكل جزءا من حدودها الشرقية والجنوبية.تحتوي المحمية على 3000 ميل مربع (800 7 كيلومتر مربع)، أي ضعف حجم الحديقة الوطنية وأكبر من ولاية ديلاوير. وهي تقع في أجزاء من المناطق الجليدية وبونديرا. المحمية هي أيضا شرق غابة لويس وكلارك الوطنية في مونتانا، التي تحتوي على منطقة الطب البادجر اثنين، المقدسة للشعب بلاكفيت. تم استبعاد هذا الجزء المقدس من جبهة جبال روكي من أراضي بلاكفيت في معاهدة عام 1896، لكنهم احتفظوا بحق الوصول والصيد وحقوق الصيد. ومنذ أوائل الثمانينيات، عندما وافق مكتب إدارة الأراضي على عقود تأجير حقوق الحفر دون التشاور مع القبيلة، عمل بلاكفيت على حماية هذه المنطقة المقدسة حيث يمارسون طقوسهم الدينية التقليدية.وأوقفت الحكومة الفدرالية جميع أنشطة التأجير لحفر هذه المنطقة في التسعينيات، وفي عام 2007، أصدرت إدارة بوش وقفا اختياريا لإصدار تصاريح جديدة. وكان العديد من أصحاب العقارات قد تخلوا بالفعل عن عقود الإيجار، وفي نوفمبر / تشرين الثاني 2016 أعلنت وزارة الداخلية إلغاء 15 حق تأجير حقوق التأجير التي تحتفظ بها شركة ديفون للطاقة في منطقة الطب البادري. وقد وثقت بلاكفيت أن المنطقة ليست «برية»، كما تم تعيين مجمع بوب مارشال البرية في عام 1964، ولكن «المشهد البشري» التي شكلتها وجزء لا يتجزأ من ثقافتهم.
1-الجغرافيا
وتتراوح الارتفاعات في المحمية من مستوى منخفض يبلغ 3,400 قدم (000 1 متر) إلى ارتفاع يبلغ 9,066 قدما (2,763 مترا) في قمة الجبل.وتشمل الجبال المجاورة نيناكي منتين (ninaki mountain)و بابوس (papoose). الجزء الشرقي من المحمية هو في الغالب التلال مفتوحة من الأراضي العشبية، في حين يتم تغطية شريط ضيق على طول الحافة الغربية من غابات التنوب والصنوبر.وتوجد الماشية الحرة في العديد من المناطق، بما في ذلك في بعض الأحيان على الطرق. استنزاف العديد من المجاري المائية في المنطقة مع وأكبرها نهر سانت ماري، وهما St. Mary River, Two Medicine River, Milk River, Birch Creek and Cut Bank Creek. هناك 175 ميلا (282 كم) من الجداول والبحيرات الكبرى الثمانية على المحمية.
2-السكان
وأفاد تعداد عام 2010 أن عدد سكانها 10405 نسمة يعيشون على أراضي التحفظ. وتبلغ الكثافة السكانية 3.47 نسمة لكل ميل مربع (1.34 نسمة / كم 2). لدى امة بلاكفيت 16,500 عضو مسجل.المجتمع الرئيسي هو براوننج، التي هي مقر الحكومة القبلية. مدن أخرى تخدم الاقتصاد السياحي على طول حافة الحديقة: سانت ماري والشرق الجليدية بارك القرية، التي لديها محطة ركاب أمتراك والجليدية بارك لودج التاريخية.وتشمل مجتمعات صغيرة [babb]، كيوا، بلاكفوت، إشبيلية، القلب بوت، مدرسة ستار، ومنازل الجليدية.
تحتفل الأمة بأمريكا الشمالية بيوم الهندي، وهو مهرجان سنوي عقد على أساس نجاح باهر الأراضي، بالقرب من متحف السهول الهندي في براوننج.المجاورة للحافة الشرقية للمحمية هي مدينة Cut Bank.
3-المجتمعات
- Babb
- براوننج (Browning)
- قرية بارك الجليدية الشرقية (East Glacier Park Village)
- Heart Butte
- ليتل براوننج (Little Browning)
- شمال براونج (North Browning)
- سانت ماري (St. Mary)
- جنوب براونج (South Browning)
- مدرسة ستار (Starr School)

4- التاريخ
وقد احتلت محمية بلاكفيت وأجدادهم هذه المنطقة لمدة 10,000 سنة، وفقا لتاريخهم الشفوي. وقد هيمنت على منطقة واسعة تمتد إلى ما تم تعريفه بأنه كندا منذ القرن 19th.تمركز تاريخهم المقدس في ما يعرف الآن باسم منطقة الطب والغرير اثنين، والمعروفة باسم «كاتدرائية» من أصل وخلق.
في أواخر القرن التاسع عشر، تم تعدي إقليم بلاكفيت من قبل الأميركيين الأوروبيين والكنديين، واجبرت فروع مختلفة من الشعب للتنازل عن الأراضي والانتقال في النهاية إلى محميات هندية أصغر في الولايات المتحدة والاحتياطيات في كندا. ويوجد بالقرب من المحمية، التي تم إنشاؤها بموجب معاهدة عام 1896، منطقتان تسيطر عليهما الاتحادية: غابة لويس وكلارك الوطنية، التي أنشئت في عام 1896، والتي تحتوي على منطقة الطب البادري-اثنان، بمساحة 200 ميل مربع (130,000 فدانا)؛ والحديقة الجليدية الوطنية، وكلاهما جزء من الأراضي القبلية السابقة.
منطقة الطب الغرير اثنين على قمة جبل روكي للغابة الوطنية. وبلاكفيت تعد جبال روكي «العمود الفقري للعالم». واسمائهم في البداية تتضمن  Morning Star, Poia, Little Plume, Running Crane, Spotted Eagle, Kiyo, Scarface, Elkcalf Bullshoe, and Curly Bear.
اوجبال روكي بالقرب من بيرتش كريك الطب والغرير اثنين هو "المشمولة بمعاهدة عام 1896، والذي يعطي أعضاء القبائل بلاكفيت الحق في الصيد والاسماك في أي جزء من المنطقة وفقا لقانون الدولة وقطع الخشب للاستخدام المنزلي. مطالبات معاهدة بلاكفيت فضلا عن الاستخدامات الروحية والثقافية للطب الغرير اثنين هي حقوق موجودة مسبقا... وقد استخدم أعضاء القبائل بلاكفيت الطب الغرير اثنين ومياهها لمئات السنين لمسؤوليات الرؤية وغيرها من الدينية والثقافية.
5- الحكومة
تدير قبيلة بلاكفيت الحكومة ذات السيادة على المحمية من خلال مجلس الأعمال القبلي المنتخب.لسنوات عديدة بقيادة ايرل وهو شخص قديم في المنظمة حتى عام 2016 لا يزال عضوا في المجلس. وهو يوفر معظم الخدمات، بما في ذلك المحاكم ورعاية الطفل والمساعدة في مجال العمل وإدارة الحياة البرية والرعاية الصحية والتعليم وإدارة الأراضي والخدمات العليا، فضلا عن جمع القمامة وشبكات المياه. وعملوا مع المكتب الفيدرالي للشؤون الهندية ليحلوا محل الشرطة المحلية مع ضباط فيدراليين في عام 2003 بسبب مشاكل في القوة المحلية.
وتشمل المحمية عدة أنواع من استخدامات الأراضي. ومن اجمالي 1,462,640 فدانا (5,919,1 كم 2)، يحتفظ 650,558 فدان (2,632.71 كم 2) في أمانة لأعضاء القبائل المسجلين، 311,324 فدان (1,259.88 كم 2) تحتفظ بها القبيلة مباشرة، و 8,292 فدانا (33,56 كم 2) هي احتياطيات حكومية، ومشاريع الري، واحتياطي المدرسة الثانوية. أما المساحة المتبقية والبالغة 826 529 فدانا (2 144 13 كيلومترا مربعا) فهي أراضي رسوم، وهي خاضعة للضريبة وقد تكون مملوكة ملكية خاصة للقبيلة أو أفراد القبائل أو أفراد غير القبائل.
وتستأجر القبيلة بعض أراضيها المشتركة للمنازل والمزارع والرعي والاستخدامات التجارية. وهي تقدم عقود إيجار لأفراد القبائل قبل أي عروض لغير الأعضاء. وللقبيلة الحق في الرفض الأول؛ جميع الأراضي الخاصة المعروضة للبيع ضمن المحمية يجب أن تقدم إلى القبيلة أولا. إذا رفضوا شرائها، فإنهم يمنحون تنازلا يسمح بالشراء من قبل أطراف غير أصلية.
6- الثقافة
القبيلة لديها تاريخ شفوي من 10,000 سنة في هذه المنطقة. وهو يروي قدسية مكانتها المركزية، منطقة الطب الغرير اثنين، والمعروفة باسم موقع الخلق والأصل.
في عام 2002، أعلنت وزارة الداخلية ما يقرب من ثلثي (ما يقرب من 90,000 فدانا) من منطقة الطب الغرير اثنين على طول جبهة جبال روكي مؤهلة للإدراج كمنطقة ثقافية تقليدية في السجل الوطني للأماكن التاريخية. وكان هذا اعترافا بأهميته لبلاكفيت. وقد استخدموا إثنوغرافيا لتوثيق تاريخهم الشفهي عن الاستخدام والممارسات، وفي عام 2014 استخدموا هذه المعلومات للتفاوض مع أصحاب المصلحة بشأن عقود الإيجار لحقوق الحفر التي تمت في المنطقة.